# Томос

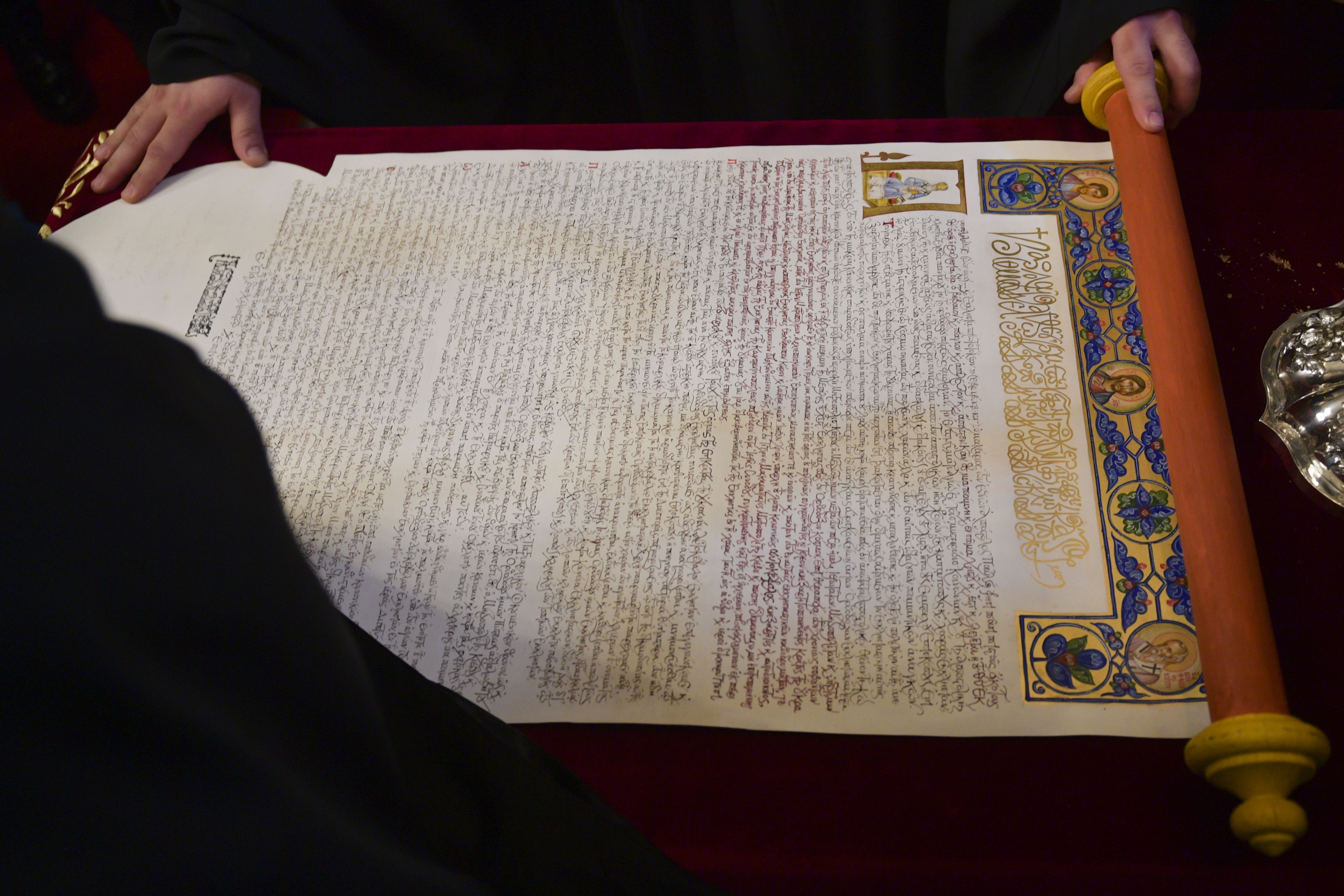
Томос об автокефалии Православной церкви Украины

То́мос (греч. τόμος — «кусок»; «том» от «резать», «делить») — указ предстоятеля поместной православной церкви по некоторому важному вопросу церковного устройства. Например, широко известен Томос к Флавиану папы римского Льва I. В частности, путём издания томоса некоторой части «материнской» (кириархальной) церкви предоставляется автономия в управлении или автокефалия. В томосах используется более торжественная и полная подпись, чем в других патриарших указах, со словами «Божьей милостью» и прочее.

## Томосы относительно вероучения
- Окружное или соборное послание к Флавиану, архиепископу Константинопольскому против ереси Евтихия[1]. Также именуется Томосом к Флавиану. Написан в 449 году папой римским Львом I. В нем было изложено учение о двух природах Иисуса Христа, божественной и человеческой.
- Томос Константинопольского Собора 1180 года о «Боге Мухаммеда»[2].
- В 1340 году святитель Григорий Палама составил ответ на обвинения Варлаама — так называемый «Святогорский томос», подписанный наиболее авторитетными афонскими монахами[3][4].

## Томосы относительно церковного устройства
В 1686 году патриархом Константинопольским Дионисием IV предоставлен томос о присоединении Киевской митрополии к Московской патриархии (март 1686 — 17 октября 1687 года). 11 октября 2018 года Синод  Константинопольского патриархата отменил это решение.
29 июня 1850 года Константинопольский патриарх Анфим IV предоставил томос об автокефалии Элладской православной церкви.
23 апреля 1885 года Константинопольский патриарх Иоаким IV издал томос о признании полной автокефалии Румынской православной церкви.
В 1879 году Константинопольский патриарх Иоаким III предоставил грамоту об автокефалии Сербской православной церкви.  
7 июня 1923 года патриарх Константинопольский Мелетий IV предоставил томос о принятии Эстонской православной церкви в юрисдикцию Константинопольского патриархата и дарении ей автономии.
13 ноября 1924 года патриарх Константинопольский Григорий VII предоставил томос о признании Православной церкви в Польше автокефальной.
12 апреля 1937 года Константинопольский патриарх Вениамин I издал томос об автокефалии Албанской православной церкви.
13 марта 1945 года Болгарская православная церковь получила томос, подписанный патриархом Вениамином I и членами Священного синода Константинопольской церкви, которым отменялась греко-болгарская схизма и была признана автокефалия Болгарской православной церкви.
10 апреля 1970 года Патриарх Московский Алексий I (Симанский) предоставил томосы об автономии Японской православной церкви и автокефалии Православной церкви в Америке.
27 октября 1990 года Патриарх Московский Алексий II предоставил томос о самоуправлении Украинской православной церкви, 22 декабря 1992 года — томос об автономии Латвийской православной церкви, 26 апреля 1993 года — томос о самоуправлении Эстонской православной церкви, 2 декабря 1994 года — томос о самоуправлении Молдавской православной церкви.    
27 августа 1998 года патриархом Константинопольским Варфоломеем был издан томос о даровании автокефалии Православной церкви Чешских земель и Словакии.
6 января 2019 года патриарх Константинопольский Варфоломей предоставил томос об автокефалии Православной церкви Украины.